# 에이티넘인베스트먼트
주식회사 에이티넘인베스트먼트(영어: Atinum Investment)는 대한민국의 벤처 투자 기업이다.

## 역사
에이티넘인베스트먼트는 1988년 제일창업투자란 이름으로 설립되었다.

## 투자 기업
- 씨메스[2]
- 두나무[3]